# Primera Divisió (FCK)
De Primera Divisiô is de hoogste klasse van de Spaanse (Catalaanse) Federació Catalana de Korfbal, kortweg FCK. In deze klasse wordt gestreden om de landstitel van Catalonië (lees: Spanje). Sinds het seizoen 2002-2003 bestaat er ook een Segona Divisió (tweede divisie). Na de reguliere competitie wordt middels play-offs gespeeld om het kampioenschap. De kampioen mag in het volgende seizoen Catalonië vertegenwoordigen in de Europa Cup.